# PyQt
PyQt est un module libre qui permet de lier le langage Python avec la bibliothèque Qt distribué sous deux licences : une commerciale et la GNU GPL. Il permet ainsi de créer des interfaces graphiques en Python. Une extension de Qt Creator (utilitaire graphique de création d'interfaces Qt) permet de générer le code Python d'interfaces graphiques.

## UnHello Worldavec PyQt6
Un exemple très simple de Hello World avec PyQt6 :

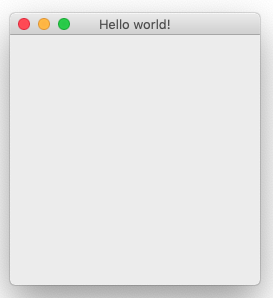
Résultat du code précédent (sur macOS).

```
import
 
sys

from
 
PyQt6.QtWidgets
 
import
 
QApplication
,
 
QWidget

app
 
=
 
QApplication
(
sys
.
argv
)

root
 
=
 
QWidget
()

root
.
resize
(
250
,
 
250
)

root
.
setWindowTitle
(
"Hello world!"
)

root
.
show
()

```

## Applications utilisant PyQt
- Anki
- Calibre
- Dropbox
- Frescobaldi
- QGIS
- RecordMyDesktop
- Spyder
- TortoiseHg

## PySide
Le 18 août 2009, après des pourparlers avec les auteurs de PyQt pour un changement de licence, Nokia distribue sa propre bibliothèque entre Python et Qt : PySide, sous une licence plus permissive, la licence publique générale limitée GNU (LGPL).